# 女性俱乐部运动

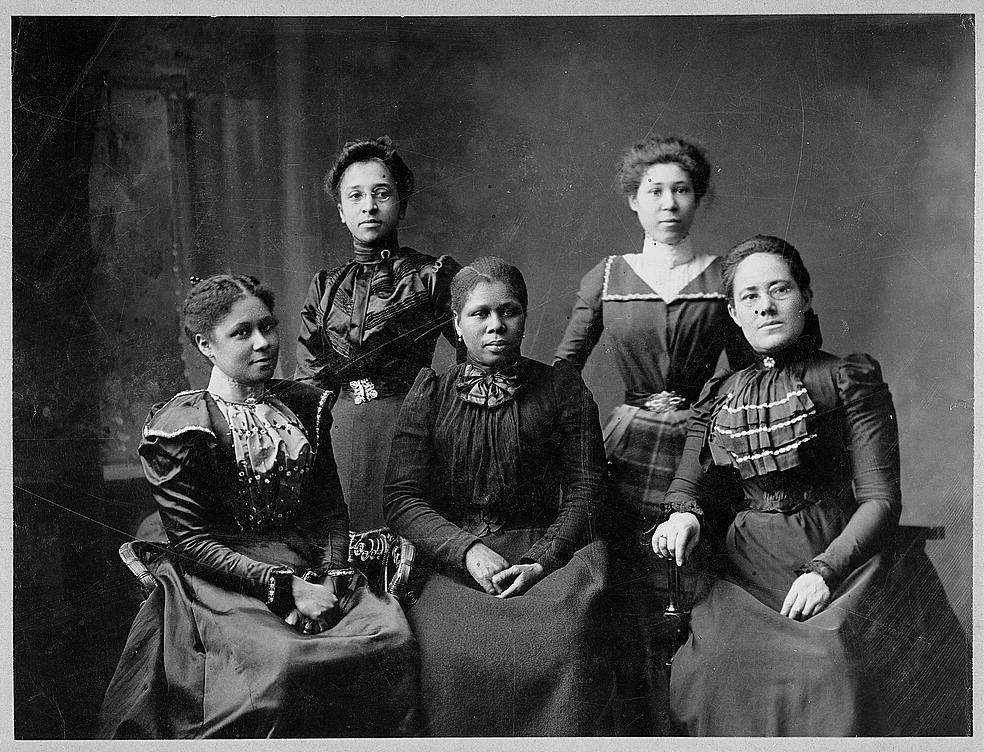
女性联盟的五名女性长官在纽波特，罗德岛，c. 1899

女性俱乐部运动是发生在美国的一场社会运动。该运动提出的观点是：女性有道德义务和责任去影响公共政策。虽然女性组织在美国历史上由来已久，但是直到进步时代，它才被看作是一场「运动」。进步时代的第一波俱乐部运动是由中产阶级、新教徒白人女性发起的；第二阶段运动则由非洲裔美国妇女发起。
这些俱乐部，大多以社交聚会和文学沙龙为雏形，最终演变成为美国各类改革的源头。无论是非裔美国女性俱乐部还是白人女性俱乐部都参与到教育、禁酒运动、童工、少年司法、法律改革、环境保护、图书馆创建以及其他很多事业当中。  女性俱乐部推动了许多倡议，诸如幼儿园和青少年法院系统。之后，女性俱乐部还解决了女性参政权, 私刑和计划生育等诸多问题。俱乐部的存在，使得过去毫无政治地位的妇女们，在她们身处的大集体中能够拥有更大的影响力。随着女性获得越来越多的权利，俱乐部能否行使政治和社会权力变得不那么重要。时间推移，女性俱乐部的参与度在美国逐渐降低。然而，许多俱乐部仍在运作，不断影响她们的集体。

## 关于
女性俱乐部运动成为了进步时代社会改革的一部分，许多变革和社会问题中都能看到俱乐部成员的身影。 Maureen A. Flanagan表示，许多女性俱乐部关注自己社区的福利，因为她们都注重健康的家庭生活。在进步时代，这一社区关怀通常被称为"市政内务管理"。它反映了俱乐部成员们一个共同的信念，那就是家庭和城市生活是通过市政厅连结的。 通过建立市政内务管理的概念，妇女还能够证明她们参与了政府工作。 之后，在1921年，爱丽丝艾姆斯温特说明了女性是如何开始意识到“她们的家庭是构建社会的单位”，也同时指出，家庭生活和社会生活是息息相关的。 女性俱乐部“提出的观点是：女性有道德义务和责任去影响、界定和构建公共政策”。 女性俱乐部同时也是那些想要参与公共领域的妇女的“训练所”。 她们帮助女性实现社会和政治力量。
许多女性俱乐部是通过其他成员赞助，或提名新成员入会来扩大规模的。 俱乐部通常是由委员会 或部门构成。  许多女性俱乐部创建并一直拥有专属的俱乐部会所。 今天，这些俱乐部会所仍被用来作为召开女性会议和其他集会的场所。  一些女性俱乐部仍在继续发布自己的期刊和新闻。

## 历史

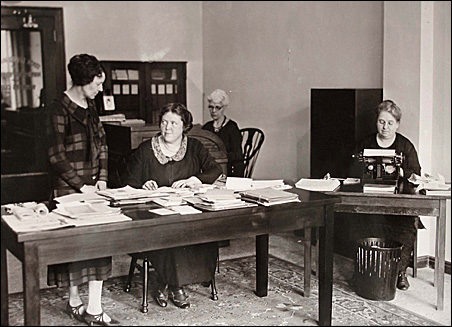
位于明尼阿波利斯的明尼苏达州女性俱乐部联邦的总部，大约1920年

进步时代成立的首批女性俱乐部，例如妇女联合会和新英格兰的女性俱乐部，大多数女性相关组织不是男性团体的附属机构就是教会相关机构。 女性俱乐部联合会 (GFWC) 的Jane Cunningham Croly曾在1898年写道，妇女第一次能够通过宗教机构跳出家庭框架。
通过参与教会或慈善团体，妇女能够收获友谊，并找到一种能够改变她们团体的方式。 这也是妇女最初被允许在家庭以外活动的仅有的几种方式之一。 十九世纪早期，最早的一些由女性领导的组织最开始是作为宗教团体出现的。 白人妇女早在十八世纪90年代就开始参与教会慈善团体。
后来，自十九世纪40年代起，妇女也开始参与到废奴主义团体、禁酒运动团体和女性参政权组织当中。 非裔美国人妇女，帮助组织了许多反奴隶制群体，其中最早的创立于1832年。紧跟其步伐，白人女性领导成立了支持废除死刑群体。
随着妇女开始拥有更多闲暇时间，她们开始创办女性俱乐部。 最初，大多数女性俱乐部关注于文学贡献，自我完善以及为中产阶级白人妇女创造就业机会。 这些俱乐部使得妇女们可以分享想法，并让她们意识到，她们的想法是重要的，团结一致就可以实现。 女性文学俱乐部作为先驱，为妇女开辟了一个可以探索知识和结交朋友的出口。 许多女性俱乐部藏书可供俱乐部的成员使用。 除了开创文学俱乐部，妇女们还在加尔维斯顿创建了一个科学俱乐部，同样着重于求知。
Croly认为，女性俱乐部不是在复制男性群体；相反，女性俱乐部为女性提供交流思想的场所，例如平权思想; 这些想法往往会被付诸于实践。 正如Mary I. Wood和Percy V. Pennybacker描述的那样：“早些时候，俱乐部的妇女们变得不愿意在某位女士的会客厅举着茶杯和同伴们聚会，一边讨论但丁和布朗宁，一边还能看到有碍观瞻的垃圾堆在走道两侧，然而穿过这些走道她们才能到会客厅。” 采用了维多利亚时代的观点：女性天生在道义上优于男性，妇女们将她们的运动归为社会改革。 俱乐部由自我完善向社区完善发展，美国西部的女性俱乐部较之于美国其他发达地区的俱乐部有些许落后。 十九世纪初，女性俱乐部称其试图在自己的社区“拥有绝对的和崇高的影响”。 她们也意识到了女性俱乐部作为一个知识和现实的共同产物将创造出更好的女性和一个更好的国家。
在1889年和1890年，妇女联合会和女性俱乐部联合会的会员数大量增长。 女性俱乐部联合会会员数截至1910年增至约一百万名妇女， 到1914年增至一百五十万名。 有这样一个组织保护伞，许多妇女俱乐部的工作能够更加协调。 然而，女性俱乐部联合会将非裔美国人俱乐部排除在外， 而且在1800年代末期，许多白人俱乐部同样排斥黑人妇女以及犹太妇女成员。 因为该问题饱受争议，白人女性俱乐部选择忽视种族不平等现象。就算他们解决了种族不平等问题，也是“为了获得成员和支持巧妙地解决”。 某些白人女性俱乐部十分冷漠，豪不关心非裔美国人相关问题，因为她们“支持那个时代的种族主义意识形态和做法”。

女性俱乐部在妇女选举权上非常活跃(见下文)，并在第一次世界大战期间也做出了贡献。她们募集资金，与红十字会合作、资助地方志愿军、设立社区内通讯以便快速信息共享。 她们还编织袜子，为士兵包扎绷带、贩卖战争公债。 在得克萨斯州，得克萨斯联邦的女性俱乐部 (TFWC)帮助开办了供士兵用的娱乐餐厅。 在1930年代，女性俱乐部与公共事业振兴署合作项目。 在第二次世界大战爆发的时候，女性俱乐部还参与志愿工作。 在1960年代，非裔美国人民权运动爆发的时候，女性俱乐部规模再次扩张。
有许多组织鼓励改变童工劳动，但女性俱乐部联合会倡导的是最早的一些儿童劳动法。儿童被雇用，因为他们比成年人更便宜、更容易管理。在1900年代初形成了女性劳动组织以保护儿童的权利。其中，Lenora O’Reilly组织了妇女工会联盟。该联盟为薪酬发声，促使了童工劳动的结束。

### 非洲裔美国女性俱乐部运动

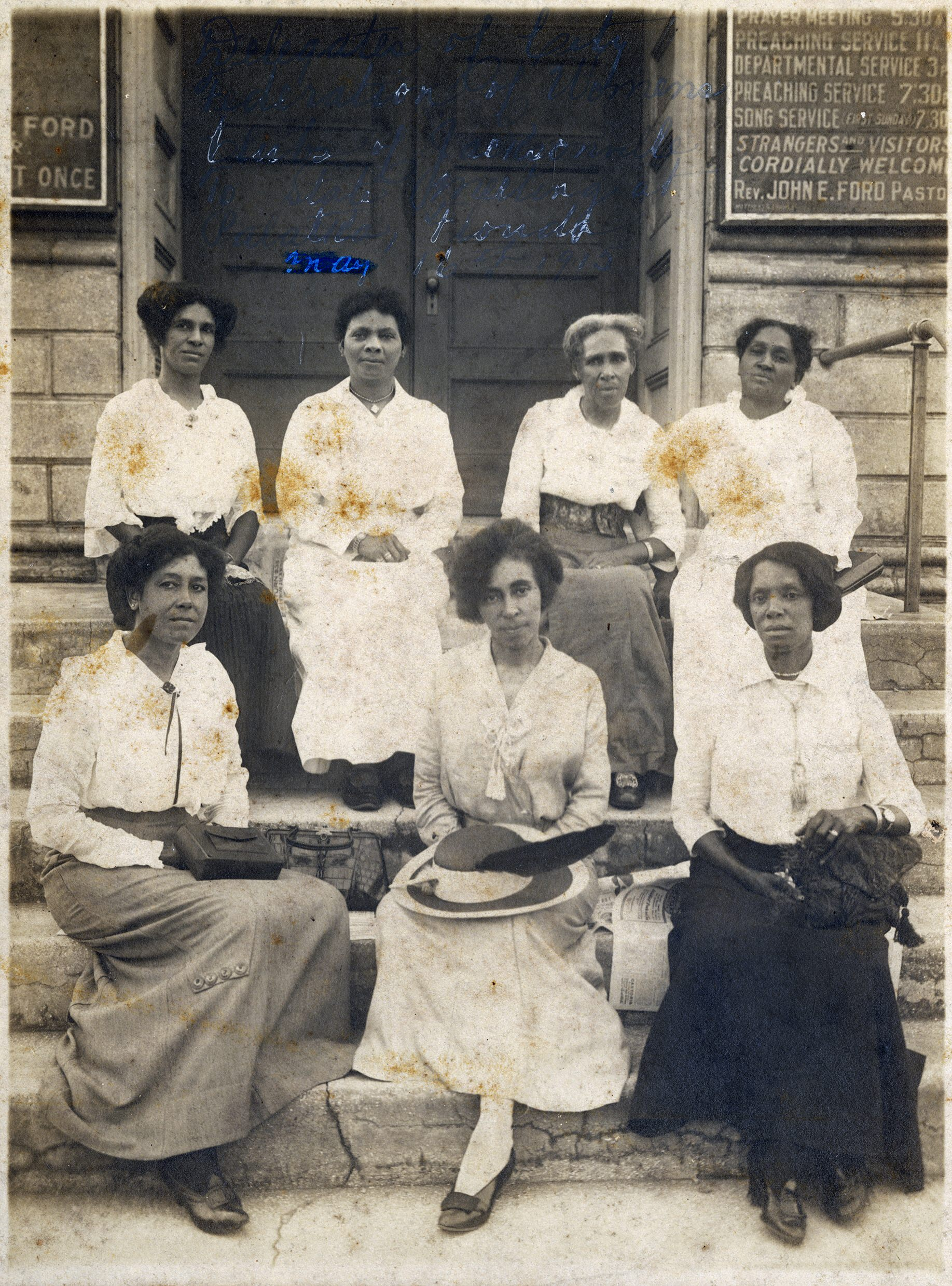
伊尔萨 怀特(中，第一行)同代表们在杰克逊维尔有色女性俱乐部城市联盟的国家会议上合影。于帕拉特卡，佛罗里达州 - 5月16日，1915年。

早在非裔美国人从奴隶制中解放前，黑人妇女就开始一起建立组织，以谋社区福利。 黑人妇女非常迅速地“自发组织来自救”。 始于1793年，费城的圣托马斯女性慈善协会是第一批非裔美国女性俱乐部的其中一个。 当时，费城有许多黑人组织。 在纽波特的非洲慈善协会之后，罗德岛不再允许妇女成为政府官员或投票，因此妇女创造了她们自己的组织。 另一个组织，有色女性宗教道德会与1818年建于在塞勒姆，马萨诸塞州。 黑人女性俱乐部帮助筹集资金用于支持反奴隶制的报刊北极星。 许多黑人教堂也因她们针对自己的社区所做的专门工作而形成。 黑人女性文学俱乐部早在1831年开始出现，其为费城女性文学协会。
于1865年批准的第13项修正案昭示了奴隶制在美国结束。 此后黑人妇女继续组织并且经常与教会合作以确保她们的社区得到关怀。 这些组织许多都“如此有韧性，才使得他们能够度过银行倒闭和黄热病这两个双重灾难生存下来”。 1868年，黑人女性俱乐部成立于哈里斯县，得克萨斯州。 1880年至1920年间，黑人妇女在印第安纳州首府，印第安纳波利斯建立了500多个俱乐部来处理各种问题。
在进步时代，许多黑人妇女迁移到美国北部，更多地涌入市区。 黑人女性的俱乐部运动自1890年代开始，重点关注“社会和政治改革” 和更世俗的问题。 在这一时期，黑人妇女不得不和白人女性面临同样的问题，但却往往被只得益于白人的服务和帮助排除在外。 黑人妇女不仅被白人俱乐部排除，还常常被黑人男子创建的俱乐部排除。 此外，许多黑人妇女认为自己是在反抗她们的集体对她们的陈规旧习。 女性俱乐部允许黑人妇女与陈旧的观念作斗争：在固有观念里“非裔美国妇女被形容为缺乏道德、水性杨花、不能承担婚姻和家庭责任”。 成为女性俱乐部的一员还能帮助黑人妇女在集体中获得更高的社会地位。

### 引文
1. ↑  Appleby, Joyce; Chang, Eileen; Goodwin, Neva. . Routledge. 2015: 455. ISBN 9781317471622 （英语）.
2. ↑  Goldfield, David. . LSU Press. 2013: 140. ISBN 9780807152171 （英语）.
3. 1 2  . National Women's History Museum.   [January 26, 2017]. （原始内容存档于2017-03-30）.
4. ↑  Flanagan 1990，第1046頁.
5. ↑  Flanagan 1990，第1048頁.
6. ↑  Flanagan 1990，第1050頁.
7. ↑  Winter 1921，第637頁.
8. ↑  Lang 2005，第2頁.
9. ↑  Seaholm 1998，第4頁.
10. 1 2  . Women's History Matters. June 12, 2014  [February 9, 2017]. （原始内容存档于2017-03-30）.
11. ↑  Bowles, Nellie. . SF Gate. September 11, 2011  [February 4, 2017]. （原始内容存档于2017-02-05）.
12. ↑  . The Woman's Club of El Paso.   [February 10, 2017]. （原始内容存档于2017-02-23）.
13. ↑  Sherman 1906，第32頁.
14. ↑  . February 1, 1885  [February 13, 2017]. （原始内容存档于2020-07-18）.
15. ↑  Moore 1906，第62頁.
16. ↑  . General Federation of Women's Clubs.   [February 10, 2017]. （原始内容存档于2016-11-19）.
17. ↑  . Woman's Club of Redondo Beach.   [February 10, 2017]. （原始内容存档于2017-02-23）.
18. 1 2  . Encyclopedia Britannica. December 1, 1999  [January 26, 2017]. （原始内容存档于2016-04-20）.
19. ↑  Croly 1898，第3–4頁.
20. 1 2  Wilson, Linda D. . Oklahoma Historical Society. 2009  [January 28, 2017]. （原始内容存档于2017-03-01）.
21. ↑  Lee 2009，第3頁.
22. ↑  Croly 1898，第8–9頁.
23. 1 2 3  Hansen 2003，第56頁.
24. 1 2 3  . Durand-Hedden. November 1, 2010  [February 6, 2017]. （原始内容存档于2017-03-31）.
25. 1 2 3 4 5  Scott 1990，第6頁.
26. ↑  Parker 2010，第119頁.
27. ↑  . Women Working, 1800–1930.   [February 9, 2017]. （原始内容存档于2017-02-23）.
28. ↑  Hansen 2003，第57頁.
29. ↑  Paula D. Watson, "Founding Mothers: The Contribution of Women’s Organizations to Public Library Development in the United States," Library Quarterly, vol. 64, no. 3 (1994), pg. 235.
30. ↑  Turner 1997，第152頁.
31. ↑  Croly 1898，第12–13頁.
32. ↑  Wood & Pennybacker 1914，第79頁.
33. ↑  Lee 2009，第7頁.
34. ↑  . The Los Angeles Times. January 9, 1885  [February 13, 2017]. （原始内容存档于2019-12-14）.
35. ↑  Bodine, W.L. . The Philadelphia Inquirer. May 24, 1905  [February 13, 2017].
36. ↑  Decker 1906，第199–200頁.
37. ↑  Wood & Pennybacker 1914，第80頁.
38. ↑  Beer, Ford & Joslin 2003，第3頁.
39. ↑  Tolson 2008，第10–11頁.
40. ↑  Rabaka 2012，第44–45頁.
41. ↑  Lang 2005，第5–6頁.
42. ↑  Parker 2010，第129頁.
43. ↑  Johnson n.d.，第8頁.
44. ↑  Oesterheld, Frank. . Spokane Historical.   [February 13, 2017]. （原始内容存档于2017-02-28）.
45. ↑  . General Federation of Women's Clubs.   [2020-01-15]. （原始内容存档于2019-11-27）.
46. ↑  . Encyclopedia Britannica.   [13 February 2019]. （原始内容存档于2020-01-18）.
47. 1 2  Scott 1990，第5頁.
48. ↑  Hall, Peter Dobkin.  (PDF). Harvard: 1.   [2020-01-15]. （原始内容存档 (PDF)于2017-02-26）.
49. 1 2  Mjagkij 2001，第235頁.
50. ↑  Dunbar 2008，第101頁.
51. ↑  . National Geographic Society. January 31, 2016  [December 21, 2017]. （原始内容存档于2017-11-25） （英语）.
52. ↑  Shaw, Stephanie J. . Mankiller, Wilma P.; Mink, Gwendolyn; Navarro, Marysa; Smith, Barbara; Steinem, Gloria  (编).  Reprint. Mariner Books. 1999: 62–63  [2020-01-15]. ISBN 978-0-618-00182-8. （原始内容存档于2020-04-22）.
53. 1 2  Scott 1990，第7頁.
54. ↑  . Women in Texas History.   [February 2, 2017]. （原始内容存档于2017-03-23）.
55. ↑  . National Women's History Museum.   [February 10, 2017]. （原始内容存档于2016-12-30）.
56. ↑  . DeColonizing Our History.   [January 26, 2017]. （原始内容存档于2017-02-02）.
57. ↑  Scott 1990，第9頁.
58. ↑  Scott 1990，第15頁.
59. ↑  Rabaka 2012，第45頁.
60. ↑  Scott 1990，第19頁.
61. ↑  Mjagkij 2001，第492頁.
62. ↑  Lerner 1974，第160頁.

### 來源
- Beer, Janet; Ford, Anne-Marie; Joslin, Katherine (编). . London: Routledge. 2003  [2021-11-02]. ISBN 0-415-21945-0. （原始内容存档于2021-12-08）.
- Bredbenner, Candice Lewis. . Berkeley: University of California Press. 1998  [2021-11-02]. （原始内容存档于2004-12-23） –California Digital Library.
- Croly, Jane Cunningham. . New York: H.G. Allen & Co. 1898.
- Cunningham, Mary S. . El Paso, Texas: Texas Western Press. 1978. ISBN 0-87404-061-2.
- Decker, Sarah S. Platt. . The Annals of the American Academy of Political and Social Science. September 1906, 28 (2): 1–6  [2021-11-02]. JSTOR 1010954. S2CID 220838509. doi:10.1177/000271620602800201. （原始内容存档于2021-11-05）.
- Dunbar, Erica Armstrong. . Yale University Press. 2008  [2021-11-02]. ISBN 978-0-300-12591-7. （原始内容存档于2022-05-22）.
- Flanagan, Maureen A. . The American Historical Review. 1990, 95 (4): 1032–1050. JSTOR 2163477. doi:10.2307/2163477.
- Hansen, Debra L. Gold. . Bakken, Gordon Morris; Farrington, Brenda  (编). . Thousand Oaks, California: Sage Publications. 2003  [2021-11-02]. ISBN 978-1-4522-6526-1. （原始内容存档于2021-11-26）.
- Hendricks, Wanda A. . Bloomington: Indiana University Press. 1998  [2022-06-18]. ISBN 0-253-33447-0. （原始内容存档于2021-11-25）.
- Johnson, Kimberly.  (PDF). Delta Kappa Gamma. n.d.  [2021-11-02]. （原始内容 (PDF)存档于2022-03-19）.
- Kaufman, Polly Welts. . Albuquerque, New Mexico: University of New Mexico Press. 2006  [2021-11-02]. ISBN 978-0-8263-3994-2. （原始内容存档于2021-11-02）.
- Knupfer, Anna Meis. . Chicago: University of Illinois Press. 2006  [2021-11-02]. ISBN 9780252072932. （原始内容存档于2022-04-26）.
- Lang, Jennifer R.  (PDF). University of North Carolina Wilmington. 2005  [2021-11-02]. （原始内容 (PDF)存档于2022-03-19）.
- Lee, Shebby.  (PDF). West River History Conference. 2009  [February 4, 2017]. （原始内容 (PDF)存档于2022-03-19）.
- Lerner, Gerda. . The Journal of Negro History. January 1, 1974, 59 (2): 158–167. JSTOR 2717327. S2CID 148077982. doi:10.2307/2717327.
- Merchant, Carolyn. . Environmental Review. March 1, 1984, 8 (1): 57–85. ISSN 1053-4180. JSTOR 3984521. doi:10.2307/3984521 （英语）.
- Mjagkij, Nona. . Routledge. 2001  [2021-11-02]. ISBN 978-1-135-58123-7. （原始内容存档于2021-12-09）.
- Moore, Dorothea. . The Annals of the American Academy of Political and Social Science. September 1906, 28 (2): 59–62  [2021-11-02]. JSTOR 1010958. S2CID 144847807. doi:10.1177/000271620602800205. （原始内容存档于2021-11-02）.
- Parker, Alison M. . DeLuzio, Crista  (编). . Santa Barbara, California: ABC-CLIO. 2010  [2021-11-02]. ISBN 978-1-59884-114-5. （原始内容存档于2021-01-17）.
- Rabaka, Reiland. . Lanham, Maryland: Lexington Book. 2012  [2022-06-18]. ISBN 978-0-7391-7492-0. （原始内容存档于2021-12-08）.
- Scott, Anne Firor. . The Journal of Southern History. January 1, 1990, 56 (1): 3–22. JSTOR 2210662. doi:10.2307/2210662.
- Seaholm, Megan.  (PDF). Rice University. 1998  [2021-11-02]. （原始内容 (PDF)存档于2017-02-24）.
- Sherman, Mrs. John Dickinson. . The Annals of the American Academy of Political and Social Science. September 1906, 28 (2): 29–49  [2021-11-02]. JSTOR 1010956. S2CID 144224361. doi:10.1177/000271620602800203. （原始内容存档于2022-04-17）.
- Stewart, Jane A. . The Journal of Education. May 14, 1908, 67 (20): 536–538. JSTOR 42816821. S2CID 188530021. doi:10.1177/002205740806702004.
- Tolson, Claudette L. . University of Chicago: Loyola University Chicago. 2008. ISBN 9780549840275.[]
- Turner, Elizabeth Hayes. . New York: Oxford University Press. 1997  [2022-06-18]. ISBN 978-0-19-802805-5. （原始内容存档于2021-12-09）.
- Watson, Paula D. . Freeman, Robert S.; Hovde, David M.  (编). . Jefferson, North Carolina: McFarland & Company, Inc. 2003  [2021-11-02]. ISBN 978-0-7864-1359-1. （原始内容存档于2022-05-01）.
- Winter, Alice Ames. . The North American Review. November 1921, 214 (792): 636–640. JSTOR 25120874.
- Wood, Mary I.; Pennybacker, Mrs. Percy V. . The Annals of the American Academy of Political and Social Science. November 1914, 56: 78–87. JSTOR 1011981. S2CID 144923534. doi:10.1177/000271621405600110.
- Zackodnik, Teresa C. (编). . Buffalo, New York: Broadview Press. 2010  [2022-06-18]. ISBN 978-1-55111-917-5. （原始内容存档于2021-12-09）.